# هارولد هوبر
هارولد هوبر (بالإنجليزية: Harold Huber)‏ (و. 1909 – 1959 م) هو ممثل، وممثل تلفزيوني، من الولايات المتحدة الأمريكية، ولد في مدينة نيويورك، توفي في مدينة نيويورك، عن عمر يناهز 50 عاماً.

## التعليم
تعلم في جامعة نيويورك.

## وصلات خارجية
- هارولد هوبر على موقع IMDb (الإنجليزية)
- هارولد هوبر على موقع ألو سيني (الفرنسية)
- هارولد هوبر على موقع أول موفي (الإنجليزية)
- هارولد هوبر على موقع قاعدة بيانات برودواي على الإنترنت (الإنجليزية)
- هارولد هوبر على موقع قاعدة بيانات الأفلام السويدية (السويدية)
- هارولد هوبر على موقع قاعدة بيانات الفيلم (الإنجليزية)
- هارولد هوبر على موقع كينوبويسك (الروسية)